# Tête de pont du Kouban
Front de l'Est de la Seconde Guerre mondiale
La tête de pont du Kouban (allemand : Kuban-Brückenkopf), également connue sous le nom de « position de tête du Goth » (Gotenkopfstellung), est une position militaire allemande établie dans la péninsule de Taman, en Russie, entre la mer d'Azov et la mer Noire. Existant de janvier à octobre 1943, la tête de pont s'est formée après l'expulsion des Allemands du Caucase. La position fortement fortifiée était destinée à servir de zone de rassemblement pour la Wehrmacht qui devait être utilisée pour renouveler les attaques contre les puits de pétrole du Caucase. La tête de pont a été abandonnée lorsque l'Armée rouge franchit la ligne Panther-Wotan, forçant une évacuation des forces allemandes à travers le détroit de Kertch vers la Crimée.